# Welon kielichowy
Welon kielichowy – ozdobne kwadratowe nakrycie z materiału używane w liturgii katolickiej do przykrywania kielicha przed rozpoczęciem liturgii eucharystycznej podczas mszy świętej.